# Lomographa ruptilinea
Lomographa ruptilinea là một loài bướm đêm trong họ Geometridae.